# Martin Wengeler
Martin Wengeler (* 25. Oktober 1960) ist Inhaber des Lehrstuhls für Germanistische Sprachwissenschaft an der Universität Trier.

## Akademische Laufbahn
Martin Wengeler studierte von 1981 bis 1987  Germanistik und Geographie an der Heinrich-Heine-Universität Düsseldorf. Es folgte von 1987 bis 1991 ein Promotionsstudium Germanistische Sprachwissenschaft und Neuere Deutsche Literaturwissenschaft und Erziehungswissenschaften, das 1991 mit der Promotion abschloss. Im Juni 2000 erfolgte Wengelers Habilitation an der Philosophischen Fakultät im Fach Germanistische Sprachwissenschaft.
Es folgten Lehraufträge an der Universität Osnabrück, eine Vertretung für Sprachgeschichte und Soziolinguistik an der Universität Köln sowie im Februar 2006 die Ernennung zum außerplanmäßigen Professor an der Philosophischen Fakultät der Heinrich-Heine-Universität Düsseldorf. Zum Wintersemester 2010/11 erfolgte die Berufung auf den Lehrstuhl für Germanistische Sprachwissenschaft an der Universität Trier.

## Schriften (Auswahl)
- Die Sprache der Aufrüstung. Zur Geschichte der Rüstungsdiskussionen nach 1945. Deutscher Universitätsverlag, Wiesbaden 1992, ISBN 3-824-44105-5 (Zugleich: Düsseldorf, Universität, Dissertation, 1991: Vom Verteidigungsbeitrag bis zur Modernisierung, Legitimationsvokabular in Rüstungsdiskussionen der BRD.).
- mit Georg Stötzel: Kontroverse Begriffe. Geschichte des öffentlichen Sprachgebrauchs in der Bundesrepublik Deutschland (= Sprache, Politik, Öffentlichkeit. 4).In Zusammenarbeit mit Karin Böke, Hildegard Gorny, Silke Hahn, Matthias Jung, Andreas Musolff, Cornelia Tönnesen. Walter de Gruyter, Berlin u. a. 1995, ISBN 3-11-014106-X.
- mit Karin Böke und Frank Liedtke: Politische Leitvokabeln in der Adenauer-Ära (= Sprache, Politik, Öffentlichkeit. 8). Walter de Gruyter, Berlin u. a. 1996, ISBN 3-110-14236-8.
- Topos und Diskurs. Begründung einer argumentationsanalytischen Methode und ihre Anwendung auf den Migrationsdiskurs (1960–1985) (= Reihe Germanistische Linguistik. 244). Niemeyer, Tübingen 2003, ISBN 3-484-31244-0 (Teilweise einsehbar in Google Books).